# プレーム兄貴、王になる
『プレーム兄貴、王になる』（プレームあにき、おうになる、Prem Ratan Dhan Payo）は、2015年のインドのロマンティック・ドラマ映画。アンソニー・ホープの『ゼンダ城の虜』を基にしており、スーラジ・バルジャーティヤが監督を務め、サルマーン・カーン、ソーナム・カプール、ニール・ニティン・ムケーシュ、アヌパム・カー、ディーパク・ドブリヤル、サマイラ・ラオ、スワラー・バースカルが出演している。サルマーン・カーンは『踊るツインズ』以来2度目となる2役を演じ、18億ルピーの製作費が投じられた『プレーム兄貴、王になる』はボリウッド史上最も高額な製作費が投じられた映画の一つとなっている。
2015年11月12日に公開され、43億2000万ルピーの興行収入を記録した『プレーム兄貴、王になる』は同年のボリウッド映画興行成績第2位となり、ボリウッド映画歴代興行成績の上位にランクインした。また、テルグ語吹替版（『Prema Leela』）、タミル語吹替版（『Meimarandhen Paaraayo』）も公開され、日本では2016年にインディアン・フィルム・フェスティバル・ジャパン2016で『プレーム兄貴、お城へ行く』のタイトルで特別上映された後、2020年に『プレーム兄貴、王になる』として公開された。

## ストーリー
舞台俳優のプレームは憧れの存在であるマイティリ王女に一目会うため、俳優仲間のカナイヤと共に彼女の嫁ぎ先プリータムプル王国に向かう。マイティリの婚約者ヴィジャイ王太子は即位式を目前に控えていたが、王家は異母兄弟姉妹同士がいがみ合っており、異母弟アジャイ王子は縁者チラーグに唆されてヴィジャイ暗殺計画に加担する。ヴィジャイは一命を取り留めたものの意識不明の重傷を負い、宰相とサンジャイ警護長によって王家の城塞に保護される。そんな中、市場でヴィジャイに瓜二つのプレームと出会ったサンジャイは彼とカナイヤを城塞に連れて行き、ヴィジャイの意識が回復するまでの間、王太子の影武者になって欲しいと依頼する。「王女のために」と懇願されたプレームは依頼を引き受け、カナイヤは写真家に紛争してチラーグに与する王太子秘書サミーラーの監視を引き受けることになる。
ヴィジャイに扮したプレームはプリータムプル王国に到着したマイティリを出迎えるが、彼女はヴィジャイの尊大で自分勝手な性格に振り回されたことで心を閉ざしていた。それを知ったプレームは「ヴィジャイ」としてマイティリとの関係改善に乗り出し、プレームの誠実な態度に触れたマイティリは次第に好意を寄せるようになる。そんな中、プレームはヴィジャイの異母妹チャンドリカ王女がマイティリと親友であり、ヴィジャイとの婚約をきっかけに絶縁したことを知る。プレームはチャンドリカとラディカ王女の2人の異母妹との関係を改善しようとするが、2人が先代国王の愛人の娘だったため、王家から不当な扱いを受けていたことを聞かされる。彼は異母妹たちと和解するためマイティリと協力し、来賓を招いたスピーチの場でサッカーの試合を始め、サッカー好きだったラディカを誘い出すことに成功するが、彼女はチャンドリカに連れ戻されてしまう。同じころ、「ヴィジャイ」に対する宰相の態度に疑問を抱いたチラーグは監視を強め、「ヴィジャイ」が偽物であることに気付く。
プレームは和解のためにチャンドリカが求めた宮殿の所有権を渡そうとするが、勝手な行動を咎められた宰相と口論になり影武者をクビになる。しかし、宰相はヴィジャイが何者かに拉致されたことを知り倒れてしまう。城塞に戻ったプレームとカナイヤに対し、宰相は王家がバラバラになった経緯を語る。幼少期に鏡の宮殿を訪れた国王一家は、アジャイがチャンドリカとの喧嘩の際に誤って滝壺に転落しかけ、それをきっかけにアジャイの母は国王の愛人とチャンドリカ、ラディカ姉妹を宮殿から追放し、先妻の息子だったヴィジャイの養育も拒否して一家はバラバラになり、疎遠になった兄弟姉妹は互いにいがみ合うようになった。経緯を語った宰相は、プレームに兄弟姉妹の絆を取り戻して欲しいと懇願し、プレームは依頼を引き受け即位式に臨む。
即位式の日を迎え、プレームはチャンドリカに財産分与の書類を渡し、和解の言葉を伝える。プレームの言葉に感動したチャンドリカは書類を破り捨て、「ヴィジャイ」と和解する。その夜、マイティリは「ヴィジャイ」への想いを伝えるが、プレームは彼女を偽ることに苦悩して宰相に影武者を辞めたいと申し出る。そこにチラーグが現れ、「本物の王子の居場所に案内する」と告げ、プレームはカンハイヤと共に鏡の宮殿に向かう。プレームは監禁されていたヴィジャイを解放するが、彼は自分を暗殺しようとしたアジャイと決闘を始め、プレームはチラーグの部下に襲われる。チラーグたちを倒したプレームは宮殿の屋上に向かい、ヴィジャイとアジャイを和解させようとするが、チラーグに銃撃されアジャイが滝壺に落ちそうになる。プレームはチラーグを撃退し、アジャイはヴィジャイに助け出され兄弟は和解し、チラーグは再びヴィジャイたちを殺そうとするが転落死する。事件の解決後、宰相はマイティリに「ヴィジャイ」が影武者だったことを伝える。役目を終えたプレームはヴィジャイに対し、「王女が望む男になって欲しい」と伝え宮殿を退去する。宰相と別れを交わしたプレームとカナイヤは車に乗り込み、プレームは居室の窓越しに見えるマイティリに手を振り、彼女も手を振りプレームに応える。
元の生活に戻ったプレームのもとにマイティリの祖母と宰相が訪れる。マイティリの祖母はプレームにお礼の贈り物を渡し、そこにヴィジャイやマイティリたち王家の人々が訪れる。ヴィジャイはマイティリに相応しい男はプレームだと語り、彼女と婚約するように勧める。プレームはマイティリと婚約してヴィジャイたちと家族になった。

## キャスト
- プレーム・ディルワーラー、ヴィジャイ・シン王太子 - サルマーン・カーン
- マイティリ王女 - ソーナム・カプール
- アジャイ・シン王子 - ニール・ニティン・ムケーシュ
- 宰相 - アヌパム・カー
- チラーグ・シン王室資産管理人 - アルマーン・コーリ
- カナイヤ - ディーパク・ドブリヤル
- サミーラー王太子秘書 - サマイラ・ラオ（英語版）
- チャンドリカ王女 - スワラー・バースカル（英語版）
- ラディカ王女 - アーシカ・バティア
- サンジャイ警護長 - ディープラージ・ラーナー（英語版）
- バンダリ王室顧問弁護士 - マノージュ・ジョーシー
- チャウベー座長 - サンジャイ・ミシュラー
- チャンドリカ、ラディカの母 - ラタ・サバルワル（英語版）
- アジャイの母 - カルナ・パーンデー
- マイティリの祖母 - スーハシニー・ムーレイ（英語版）
- プリータムプル国王 - サミール・ダルマディカリ（英語版）

## 製作

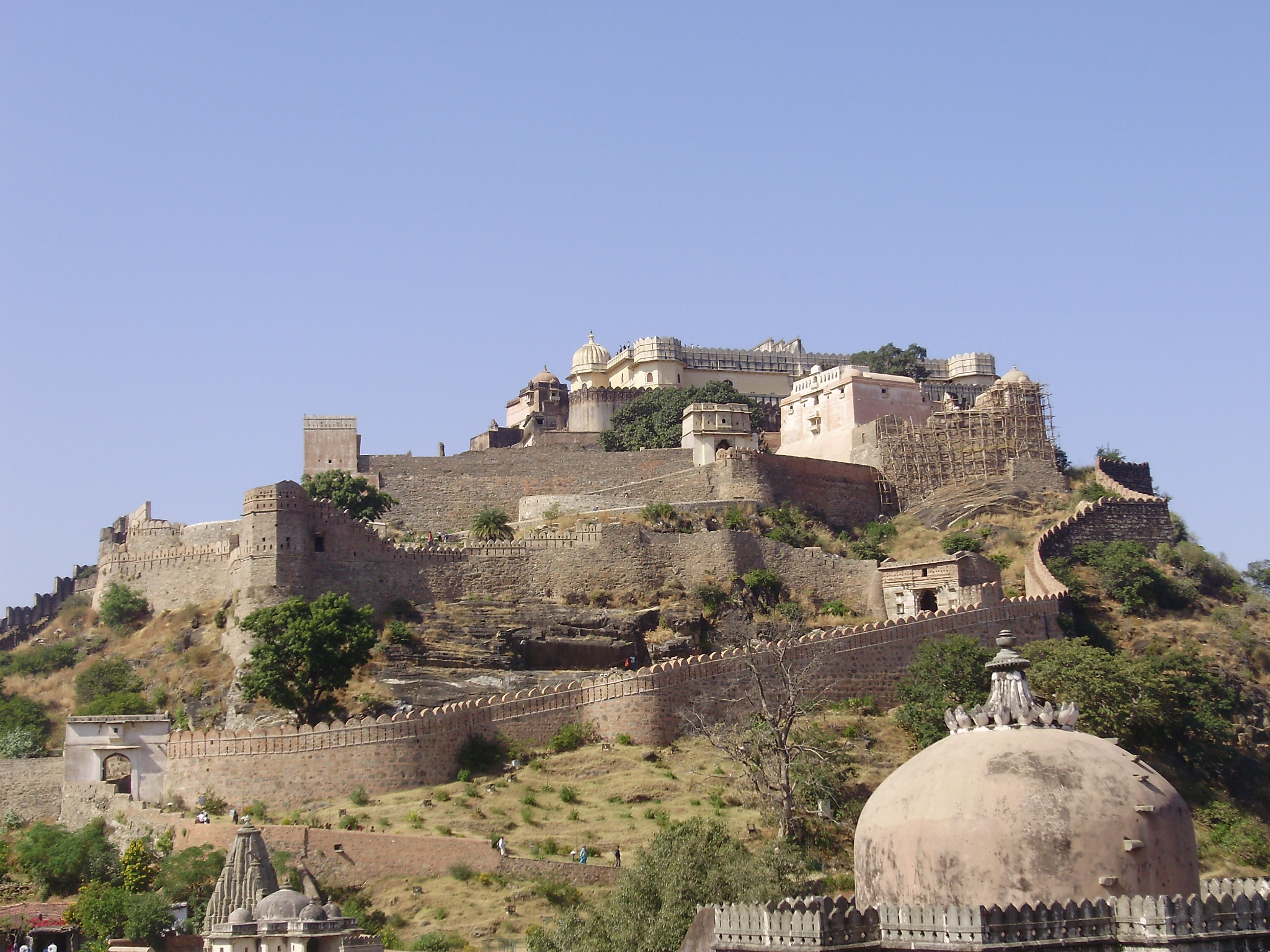
ダンスシークエンス「Halo Re」の撮影が行われたクンバルガル砦

2013年にサルマーン・カーンとスーラジ・バルジャーティヤが製作発表を行い、2014年からプリプロダクションが開始された。当初タイトルは「Bade Bhaiya」だったが、後にミーラー・バーイーの賛歌『Ram Ratan Dhan Payo』からインスピレーションを得て「Prem Ratan Dhan Payo」に変更された。映画音楽の作曲はヒメーシュ・レーシャミヤーが手掛けている。マイティリ王女役には『Saawariya』でサルマーンと共演経験があるソーナム・カプールが起用された。ソーナム起用以前にはソーナークシー・シンハーやディーピカー・パードゥコーンの起用が検討されていた。この他、助演俳優としてニール・ニティン・ムケーシュ、アヌパム・カー、ディーパク・ドブリヤル、サマイラ・ラオ、スワラー・バースカルが起用された。
2014年6月26日からラージコート、ウダイプル、アティラピリー、ムンバイなどで撮影が行われ、2015年9月2日にポストプロダクションが終了した。準備期間に1000日以上を要し、5000人のエキストラを動員している。終盤の舞台となる鏡の宮殿は『偉大なるムガル帝国』の宮殿をモデルにしており、300人のスタッフを動員して3つの宮殿が作られ、1000万枚以上の鏡が使用された。映画音楽の権利は1億7000万ルピーでT-Seriesが獲得し、衛星放送の権利はスター・ネットワークが5億ルピーで獲得しており、当時のボリウッド映画史上最高額の権利売買となった。2015年10圧10日にミュージックアルバムが発売された。

## 評価

### 興行収入

#### インド

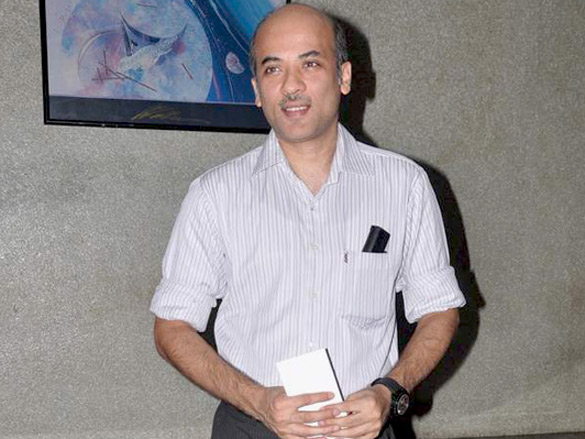
スーラジ・バルジャーティヤ

『プレーム兄貴、王になる』の公開初日の純利益は4億350万ルピーを記録し、同年7月公開のサルマーン・カーン主演作『バジュランギおじさんと、小さな迷子』の記録を塗り替えた。また、同年10月公開の『ハッピー・ニュー・イヤー』に続き、単日興行収入4億ルピー超えを記録した2番目のヒンディー語映画となった。公開初日の興行収入は5億5030万ルピーを記録し、当時のインド映画興行成績第1位となった。公開2日目の興行収入は前日比25%減の3億1050万ルピーだったが、公開2日目（平日版）歴代興行成績の第1位を記録した。公開3日目の純利益は3億70万ルピーを記録し、公開3日間の累計興行収入は10億1470万ルピーとなり公開3日目（平日版）歴代興行成績第1位を記録した。これにより、同作は平日3日間で興行収入10億ルピーを超えた史上4番目のヒンディー語映画になった。公開4日目の興行収入は2億8300万ルピー、公開週末の累計興行収入は12億9770万ルピーとなり、『バジュランギおじさんと、小さな迷子』『チェイス!』の記録を抜き、公開4日間のヒンディー語映画歴代興行成績第1位となった。公開5日目の純利益は1億3620万ルピー、公開6日目の純利益は1億2040万ルピーとなり、公開6日間の累計興行収入は15億5430万ルピーを記録した。これにより、同作は年間興行成績第2位となった。公開7日目の興行収入は1億20万ルピー、累計興行収入は16億5450万ルピーとなり、『Kick』『チェンナイ・エクスプレス 〜愛と勇気のヒーロー参上〜』の記録を塗り替えた。公開第1週の累計興行収入は17億2820万ルピーを記録し、公開第1週の歴代興行成績第1位となった。ムンバイ地域では興行収入5億8670万ルピーを記録しており、『PK』に次ぐムンバイ地域公開第1週歴代興行成績第2位となった。
公開第2金曜日は5500万ルピー、第2土曜日は6700万ルピー、第2日曜日は8200万ルピーの純利益を記録し、累計興行収入は19億3220万ルピーとなった。公開第2水曜日には累計興行収入は20億1520万ルピーとなり、『バジュランギおじさんと、小さな迷子』に続き興行収入20億ルピー超えを記録した。また、これにより『プレーム兄貴、王になる』は製作費を100%回収することに成功した。公開第2週の興行収入は3億710万ルピーとなり、累計興行収入は20億3530万ルピーを記録し、『ハッピー・ニュー・イヤー』の興行収入を超えた。公開第3週の累計興行収入は3100万ルピーを記録し、累計興行収入は20億6630万ルピーとなった。

#### 海外
海外市場では公開初日に160万ドル（1億6200万ルピー）の興行収入を記録し、公開2日目は387万ドル（2億5580万ルピー）を記録した。公開4日間の累計興行収入は890万ドル（5億9000万ルピー）を記録している。公開第2週末の累計興行収入は1,304万ドル（8億6570万ルピー）を記録し、公開11日目には『バーフバリ 伝説誕生』の海外興行収入記録を抜いた。公開第3週末の累計興行収入は1,410万ドル（9億4000万ルピー）を記録している。

### 批評

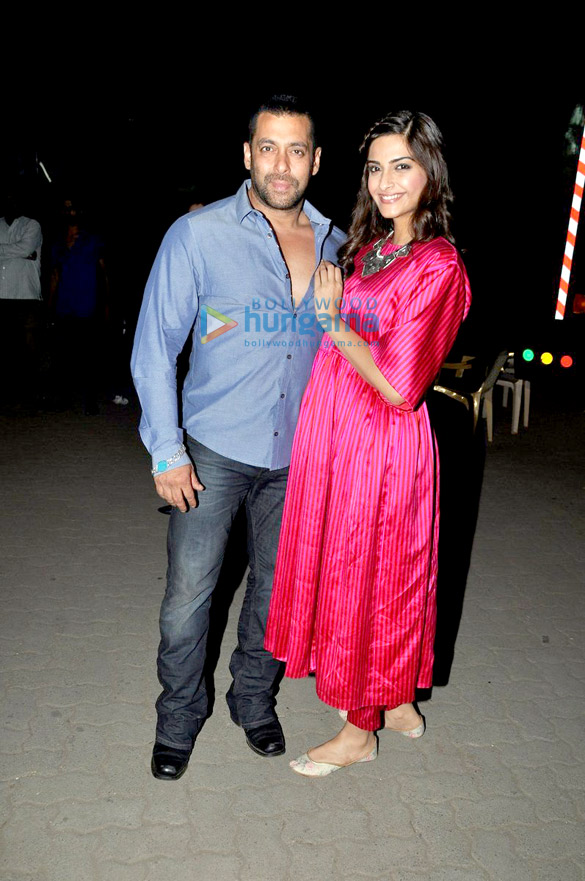
プロモーション活動中のサルマーン・カーンとソーナム・カプール

『ボリウッド・ハンガマ』のタラン・アダルシュは4.5/5の星を与え、「全体的に、PRDPは家族全員にとって完璧なディーワーリーエンターテイナーです。映画は豊かな愛を手に入れ、出資者は豊かな実りを刈り取り、関わった全ての人にとって記念すべきディーワーリーとなりました」と批評している。『ザ・タイムズ・オブ・インディア』のスリジャナ・ミトラ・ダースは3.5/5の星を与え、サルマーン・カーンを「映画の勝利者」と絶賛し、ソーナム・カプール、ディーパク・ドブリヤル、アーシカ・バティア、スワラー・バースカルの演技を高く評価している。『Sify』のソニア・チョープラーは映画には欠点があるとして3/5の星を与えたが、サルマーン・カーンの2役の演技によってファミリー層はいるべき居場所を見つけることができると批評した。CNN-IBNのラジーヴ・マサンドは3/5の星を与え、監督は過去作で成功した様式を用いたものの、「その描写方法は錆びつき、感情は本物には感じられず、脚本は表面レベルである」と酷評しており、唯一の救いはサルマーン・カーンの存在だと批評している。
『インディアン・エクスプレス』のシューブラ・グプタは1.5/5の星を与え、映画を「『ラーマーヤナ』とその百万の物語のリ・イマジネーション」と表現し、「監督の過去作の時代遅れで仰々しい二番煎じ」と酷評している。『ヒンドゥスタン・タイムズ』のローヒト・ヴァッツは2/5の星を与え、映画を「1980年代そのままな」監督の映画様式と表現したが、サルマーン・カーンとヒメーシュ・レーシュミヤーについては「中々に好感が持て、彼のコミック・タイミングは非常に良いものだった」と高く評価している。『ファーストポスト』のアンナ・M・M・ヴェティカドは映画について「彼（バルジャーティヤ）の設定や世界観を耐え難いものと感じる私のような人にとって、初期のベンチャー作品を鑑賞に堪え得るものにしていた、いくつかのクオリティーさえ存在しない」と酷評し、サルマーン・カーンについて「トレードマークの愛らしい滑稽さは、ここでは失敗となった。彼は努力して滑稽になろうとしているように感じられる」、ソーナム・カプールについて「これまでにないほど華やかでスタイリッシュだが、彼女がサルマーンの娘に思えるほど若いという事実を超えて見ることは困難だ」と批評している。『Rediff.com』のスカニヤ・ヴェルマは2.5/5の星を与え、映画を「時代遅れのメロドラマ」と表現している。
映画音楽について、『Rediff.com』のアエリナ・カプールは3.5/5の星を与えた。ボリウッド・ハンガマのジョギンダル・ツテージャは4.5/5の星を与え、レーシャミヤーについて「彼の音楽キャリア史上最高の出来」であり「彼のサウンドトラックはその期待を大きく超えていた」と批評し、作詞家のイルシャード・カミルを絶賛している。『ザ・タイムズ・オブ・インディア』のカスミン・フェルナンデスは4/5の星を与え、「映画の音楽は心地よく、1990年代の歓喜の歌を思い出させる」と批評してイルシャード・カミルの作詞を賞賛した。『ニュー・インディアン・エクスプレス』のヴィピン・ナーイルは6.5/10の星を与え、アルバムは「1990年代のボリウッド・メロディーを愛する人々の間でヒットするかも知れない」と批評する一方、内容は少々時代遅れであると指摘している。『コイモイ』のスラビ・レッドカルは2/5の星を与え、サウンドトラックは「ビジュアルの方がまだマシだろう」と批評している。

### 受賞・ノミネート
| 映画賞                                         | 部門                                 | 対象                                                         | 結果       | 出典   |
| ---------------------------------------------- | ------------------------------------ | ------------------------------------------------------------ | ---------- | ------ |
| ビッグ・スター・エンターテインメント・アワード | 主演男優賞                           | サルマーン・カーン                                           | 受賞       | [ 53 ] |
| ビッグ・スター・エンターテインメント・アワード | 主演女優賞（ロマンティック映画部門） | ソーナム・カプール                                           | 受賞       | [ 53 ] |
| ビッグ・スター・エンターテインメント・アワード | 作品賞                               | ラージシュリー・プロダクション                               | 受賞       | [ 53 ] |
| ビッグ・スター・エンターテインメント・アワード | 音楽賞                               | ヒメーシュ・レーシャミヤー                                   | 受賞       | [ 53 ] |
| ビッグ・スター・エンターテインメント・アワード | 歌曲賞                               | ヒメーシュ・レーシャミヤー                                   | ノミネート | [ 53 ] |
| ビッグ・スター・エンターテインメント・アワード | 女性歌手賞                           | パラク・ムチャル「Prem Ratan Dhan Payo」                     | 受賞       | [ 53 ] |
| ビッグ・スター・エンターテインメント・アワード | 振付賞                               | ラーディカー・ラオ、ヴィナイ・サプル「Prem Ratan Dhan Payo」 | ノミネート | [ 53 ] |
| スターダスト・アワード                         | 音楽監督賞                           | ヒメーシュ・レーシャミヤー                                   | ノミネート |        |
| スターダスト・アワード                         | 女性歌手賞                           | ラーディカー・ラオ「Prem Ratan Dhan Payo」                   | 受賞       |        |
| 製作者組合映画賞                               | 女性プレイバックシンガー賞           | パラク・ムチャル「Prem Ratan Dhan Payo」                     | 受賞       |        |
| 第61回フィルムフェア賞                         | 女性プレイバックシンガー賞           | パラク・ムチャル「Prem Ratan Dhan Payo」                     | ノミネート |        |
| ジー・シネ・アワード                           | 歌曲賞                               | ヒメーシュ・レーシャミヤー「Prem Ratan Dhan Payo」           | 受賞       | [ 54 ] |

## ゲーム
ハンガマ・デジタル・サービスからAndroid携帯用のオフィシャルゲーム『Prem Game』がリリースされている。